# Netelia perforata
Netelia perforata är en stekelart som först beskrevs av Schulz 1906.  Netelia perforata ingår i släktet Netelia och familjen brokparasitsteklar. Inga underarter finns listade i Catalogue of Life.